# 対馬市立佐須中学校
対馬市立佐須中学校（つしましりつ さすちゅうがっこう, Tsushima City Sasu Junior High School）は、長崎県対馬市厳原町小茂田（こもだ）にあった公立中学校。
2022年（令和4年）3月末をもって閉校し、対馬市立厳原中学校に統合された。

## 概要
歴史
1987年（昭和62年）に厳原町佐須地区の中学校2校（厳原町立金田中学校・阿連中学校）が統合の上開校した。2002年（平成14年）に同地区の大調中学校を統合し、2016年（平成28年）に創立30周年を迎えた。2022年（令和4年）3月末に閉校し、35年の歴史に幕を下ろした。
校訓
「愛・厳・寛（あい・げん・かん）」
校章
稲穂と海の波を図案化したものを背景にして校名の「佐須」の文字（縦書き）を置いている。
校歌
作詞は阿比留初見、作曲は長瀬正志による。歌詞は3番まであり、各番「佐須中学校」で終わる。
校区
住所表記で対馬市厳原町の後に「下原（しもばる）、樫根（かしね）、小茂田（こもだ）、椎根（しいね）、日掛（ひかけ）、阿連（あれ）、上槻（こうつき）、久根田舎（くねいなか）、久根浜（くねはま）」が続く地区。小学校区は対馬市立金田小学校。
スクールバス
大調（おおつき）、阿連、経塚（きょうづか）の3方面にスクールバスが運行されていた。阿連方面のバスは小茂田・阿連間の対馬市営バスの路線バスと兼ねている。

## 沿革
旧・金田中学校（かんだ）
- 1947年（昭和22年）4月1日 - 学制改革（六・三制の実施）により、佐須村立金田小学校に「佐須村立金田中学校」が併設される。
  - 初代校長は大久保広。学級数4。校舎完成までの間、小学校校舎を使用。
- 1948年（昭和23年）3月 - 金田小中学校PTAが発足。
- 1949年（昭和24年）
  - 4月 - 5学級となる。
  - 11月 - 小学校と合同で学校林（杉・桧）を造成。
- 1950年（昭和25年）
  - 2月21日 - 小学校校舎の西側に並んで木造2階建て校舎（8教室）が完成し、移転を完了。
  - 4月 - 6学級となる。
- 1952年（昭和27年）10月 - 運動場を拡張。
- 1954年（昭和29年）1月 - 校門を設置。
- 1956年（昭和31年）9月30日 - 町村合併により「厳原町立金田中学校」に改称。
- 1957年（昭和32年）3月 - 校章を制定。
- 1961年（昭和36年）3月 - 校歌を制定。作詞は宗武志、作曲は平井康太郎による。
- 1964年（昭和39年）2月 - 特別教室3教室が完成。
- 1965年（昭和40年）4月 - 特殊学級を設置。
- 1966年（昭和41年）8月 - 小学校と共用でスクールバスを導入。
- 1969年（昭和44年）6月 - 完全給食を開始。
- 1987年（昭和62年）3月31日 - 閉校。

旧・阿連中学校（あれ）
- 1947年（昭和22年）4月1日 - 学制改革（六・三制の実施）により、佐須村立阿連小学校に「佐須村立阿連中学校」が併設される。
  - 初代校長は永瀬実。生徒30名。校舎完成までの間、雷命神社のそばにあった小学校校舎を共用。
- 1948年（昭和23年）8月 - 木造平屋建て校舎（3教室）が完成。材木は阿連地区の共有林から拠出。屋根瓦は軍の郷崎兵舎の払い下げを受ける。
- 1956年（昭和31年）9月30日 - 町村合併により「厳原町立阿連中学校」に改称。
- 1963年（昭和38年）7月 - 校地校舎の補強修理を行う。
- 1965年（昭和40年）2月 - 小中合同の校章・校歌を制定。
- 1966年（昭和41年）- 木造2階建ての新校舎が完成。
- 1972年（昭和47年）- 運動場を整地。
- 1987年（昭和62年）3月31日 - 閉校。

旧・大調中学校（おおつき）
- 1947年（昭和22年）4月1日 - 学制改革（六・三制の実施）により、佐須村立大調小学校に「佐須村立大調中学校」が併設される。
- 1948年（昭和23年）5月 - 大調小中PTAが発足。
- 1949年（昭和24年）2月 - 運動場を拡張。
- 1955年（昭和30年）2月 - 中学校教室増築工事が完了。
- 1956年（昭和31年）9月30日 - 町村合併により「厳原町立大調中学校」に改称。
- 1963年（昭和38年）1月 - 校舎の大修理を実施。
- 1965年（昭和40年）5月5日 - 新校舎が完成。
- 1967年（昭和42年）3月 - 体育館が完成。
- 2002年（平成14年）3月31日 - 閉校。
  - 校歌 - 作詞は西川武治、作曲は陶山聡による。歌詞は3番まであり、各番とも「ああ 大調中学校」で終わる。

佐須中学校
- 1987年（昭和62年）4月1日
  - 厳原町立金田中学校と厳原町立阿連中学校の2校が統合され、「厳原町立佐須中学校」が開校。初代校長は永尾五助。
  - 現在地に新校舎・体育館・運動場が完成。生徒数97名（1年24名、2年38名、3年35名）でのスタート。
- 1989年（平成元年）
  - 2月 - 校歌を制定。
  - 4月 - 旧金田中学校の卒業記念樹を佐須中学校校地に移植。
- 2000年（平成12年）8月 - 校地そばに佐須学校給食共同調理場が着工。
- 2002年（平成14年）3月31日 - 厳原町立大調中学校を統合。
- 2004年（平成16年）3月1日 - 対馬市の発足に伴い、「対馬市立佐須中学校」（現校名）となる。
- 2014年（平成26年）11月 - 佐須坂トンネル貫通式で、つしま蒙古太鼓を披露。
- 2015年（平成27年）度 - 生徒会による矢立山古墳ボランティア清掃を開始。
- 2016年（平成28年）3月 - 薪ストーブを設置。佐須坂トンネル開通式で、佐須響心会とともにつしま蒙古太鼓を披露。
- 2019年（令和元年）- トイレの洋式化を完了。鹿侵入防止のため、進入路に可動式の柵を設置。
- 2020年（令和2年）- 普通教室にエアコンを設置。
- 2022年（令和4年）
  - 3月13日 - 閉校記念式典を挙行。
  - 3月31日 - 対馬市立厳原中学校への統合により、閉校[1][2]。
    - 最終年の生徒数は、2年生11名、3年生8名、計19名[1]。

## 教育活動
- つしま蒙古太鼓

地元の青年グループ「佐須響心会（さすきょうしんかい）」から指導を受け、地域の伝統芸能であるつしま蒙古太鼓の練習を行っている。佐須中学校の校区であり、所在地でもある小茂田地区は元寇で蒙古軍に攻められた場所として有名で、つしま蒙古太鼓は数多くの蒙古軍に少数で果敢に立ち向かう対馬の人々の戦いの様子を音楽にしたものである。毎年、学校の文化祭（10月か11月）や対馬市学校音楽会（11月）、小茂田浜神社大祭（11月）で演奏を行っている。

## 行事
3学期制
- 9月 - 体育祭
- 10月 - 文化祭
- 11月 - 対馬市音楽会、（文化祭）

## 部活動
- 男子バスケットボール部
- 女子ソフトテニス部
- 剣道部

## アクセス
最寄りのバス停
- 対馬市営バス - 「佐須中前」バス停
  - 阿連・小茂田間を走る路線バス（兼・阿連方面スクールバス）が停車する。
  - 現在、厳原中心部と佐須中学校を結ぶバス路線は存在しない。厳原中心部と小茂田・椎根地区の間には予約制の乗合タクシーが運行されている[4]。

最寄りの幹線道路
- 長崎県道24号厳原豆酘美津島線

## 周辺
- 対馬市役所佐須窓口センター（旧・佐須出張所）
- 佐須体育館
- 対馬市立金田小学校
- 小茂田自治公民館（小茂田ふれあい館）
- 小茂田郵便局
- JA対馬佐須事業所
- 小茂田浜神社
- 小茂田浜海水浴場
- 善門寺